# 카를 카우츠키
카를 요한 카우츠키(Karl Johann Kautsky, /ˈkaʊtski/; 독일어: [ˈkaʊtski]; 1854년 10월 16일~1938년 10월 17일)는 체코계 오스트리아인이며 독일에서 중심적으로 활동한 철학자, 언론인 그리고 마르크스주의 이론가이다. 카우츠키는 1895년 프리드리히 엥겔스가 죽은 후부터 1914년 제1차세계대전이 발발할 때까지 가장 권위있는 정통마르크스주의 전파자 중 하나였으며, 제2인터내셔널 시대에서 가장 중요한 사회주의 이론가였다. 또한 사회주의 저널인 새 시대(Neue Zeit)의 창간자이기도 하다.
전쟁이 끝난 후, 카우츠키는 볼셰비키 혁명의 가장 거침없는 비판자가 되어 블라디미르 레닌, 레온 트로츠키, 그리고 이오시프 스탈린과 소비에트 연방의 본질에 대해 논쟁을 벌였다.

## 생애
그는 프라하에서 태어났다. 1874년 오스트리아 빈에서 역사, 철학, 경제학을 공부했다. 동시에 저술가와 화가로서 활동했다. 1880년에서 1882년 사이에 민간학자인 칼 회흐베르크(Karl Höchberg)와 같이 일했다. 그는 사민주의자 에두아르트 베른슈타인을 알고지내면서 마르크스주의자가 되었다. 1883년 잡지 〈새시대(Die Neue Zeit)〉를 창간하고 1917년까지 발행인 겸 편집자로 활동했다. 그는 정치, 역사에 관한 연구를 썼으며 마르크스주의 이론의 권위자가 되었다. 1885년에서 1890년까지 런던에서 살았으며 프리드리히 엥겔스와 절친한 관계를 유지했다. 1890년부터 독일에서 살았다.
1875년 카우츠키는 오스트리아 사민당의 당원이 되었다. 1891년 아우구스트 베벨(August Bebel), 베른슈타인과 함께 독일 사민당의 에르푸르트 강령(Erfurter Programm)을 기초했다. 마르크스 이론에 기초해서 독일에서 사회주의 사회를 만들기 위해 힘썼다. 엥겔스 사후 그는 독일 사민당의 가장 중요하면서도 영향력있는 이론가였고 베벨의 편에서 당의 마르크스주의의 핵심의 위치에 있었다.
1903년 카우츠키는 당내에서 베른슈타인의 수정주의적 마르크스주의에 맞서서 정통 마르크스주의를 방어했지만 당시 당내 우파와 좌파 사이에의 타협적이었으며 시간이 지날수록 그 자신도 수정주의에 쏠리게 되었다 또한 러시아 사회민주노동당이 급진적인 볼셰비키와 의회중심적인 멘셰비키로 분열하게 되자 카우츠키는 멘셰비키를 옹호하였으며 레닌이 당을 분열시켰다며 비판했다.
이후 1909년 《집권의 길(Der Weg zur Macht)》을 출판했으며 1914년, 제1차 세계 대전의 독일의 참전에 당시 우파 지도부가 이끌던 사회민주당이 전쟁참전에 찬성하고 새로운 국채발행에 동의하는 등 제2인터내셔널의 반전(反戰) 원칙을 어기자 이에 카우츠키의 중간파와 로자 룩셈부르크, 카를 리프크히네트 등의 좌파는 함께 당을 탈당해 독립사회민주당(USPD, Unabhangigen Sozialdemokratischen Partei Deutschlands) 창당을 주도하였다.
[1918년]] 당시에 구체제 세력과 협력하던 멘셰비키, 러시아 사회혁명당이 10월 혁명에 의해 몰락하자 레닌과 볼셰비키를 혁명이 불법이라고 맹비난하는 한편 카우츠키는 독일 독립사회민주당을 당시에 여전히 전쟁에 참여하던 독일 사회민주당측에 통합하였으며 반전주의 원칙에서도 타협을 했으며 이로 인해 스파르타쿠스단과 독일공산당과 레닌의 비판을 받았다. 1925년 그는 '개혁을 통해 사회주의에 이른다'라는 사민당의 하이델베르크 강령을 공동 기초하였다.
1918년, 1919년에 인민대표평의회에서 외무청 차관보(Unterstaatssekretär)를 역임한다.
1924년 카우츠키는 빈으로 돌아갔으며 이후 레닌과 볼셰비키에 대한 비판과 맹비난이 그의 주 저작이었다. 이후 오스트리아 함락 후 네덜란드로 이주하여 망명자로 암스테르담에서 살았다. 카우츠키는 1890년 루이제 론스페르거(Luise Ronsperger)와 결혼했으며 3명의 아들을 두었다. 카우츠키는 베를린의 프리덴나우(Berlin-Friedenau Saarstraße 14번지)에서 오랫동안 살았으며, 그 곳에는 지금도 기념 현판이 있다. 프리덴나우(Cranachstraße 58)에서 살았던 로자 룩셈부르크(Rosa Luxemburg)와 그의 부인 루이제 카우츠키(Luise Kautsky)는 깊은 우정을 나누었다. 암스테르담에서 죽었다.

## 독일사회민주당 내의 수정주의 논쟁과 카우츠키
카우츠키의 에두아르트 베른슈타인 비판은 로자 룩셈부르크와 공동 노선을 취하면서도 룩셈부르크와는 또 다른 미묘한 차이를 보였으며 이후 이 차이는 점점 더 커져서 사회민주주의와 공산주의의 차이로 발전하였다. 룩셈부르크도 사실상 마찬가지였지만, 카우츠키 역시 기존의 마르크스주의를 옹호하면서 자본주의의 생명력에 대해 설명해야 했다. 베른슈타인이 주목한 부분, 즉 자본 집중과 집적, 독점화가 나타나지만, 동시에 주식회사라는 독특한 조직이 부의 분산화 현상에 기여한다는 것과 그 과정에서 소유와 경영의 분리가 나타난 부분을 설명해야 했던 것이다.
이 문제를 해결하기 위해 카우츠키는 과소소비론을 내세웠다. 카우츠키의 과소소비론과 기계도입 등으로 자본주의하에서 잉여생산은 증가하지만, 노동자들의 임금수준이 낮아 그 잉여를 모두 쓸 수 없고, 자본가들 역시 그 잉여생산을 모두 흡수하지 못하고 과소소비를 하게 된다. 그럼으로해서 자본주의 내 위기가 발생하며, 그 잉여자본이 해외로 진출한다. 이리하여 식민주의와 제국주의가 나타나게 되었고, 이로써 자본주의가 아직 붕괴되지 않고 있다고 본 것이다.
다 같이 수정주의에 반대하기는 했지만, 카우츠키와 룩셈부르크 간에는 의견상의 차이가 있었다. 사회주의혁명에 대한 전술상의 차이다. 카우츠키는 사회주의혁명에 있어서 노동자계급이 중시가 되어야 한다고 생각했지만 그에게 사회주의혁명은 객관적 조건이 성숙된 후 필연적으로 되따라오는 것으로 보였다. 서구사회는 아직도 객관적 조건이 성숙되지 않았기 때문에 혁명이 일어나지 않으며 물적 토대에서 아직도 자본주의가 생명을 유지할 여력이 남아있고, 상부구조에서도 노동자들의 의식이 완전히 깨이지 않았다고 본 것이다. 룩셈부르크는 노동자계급의 혁명적 주동성을 높이 평가했다. 노동자들이 주도가 된 계급투쟁을 통해 자본주의의 몰락과 사회주의로 이행이 가능하다고 주장했다. 결국 이로 인해서 카우츠키는 당시 우경화되었던 사회민주당 내의 개혁을 중요시하게 여겼으며 이는 결국에는 제1차 세계대전에 대한 독일참전에 찬성한 독일 사회민주당과 같은 입장으로서 있게 되었고 결국 이로 인하여 독일 국토와 민중은 종전 이후 피폐해지게 되었다.
룩셈부르크는 독일 독립사회당의 좌파로서 있다가 이러한 카우츠키의 타협적인 부분에 반대해 제1차 세계대전 도중에 리프크네히트와 함께 스파르타쿠스단을 창설해 활동했으며 아휴 스파르타쿠스단이 중심이 되어 독일공산당을 창당하여 제1차 세계대전의 참전을 주도했던 독일 사회민주당과 자유주의정당들, 보수정당들에 반대하는 스파르타쿠스단 봉기를 일으켰고 독일 민중들의 지지를 얻었으나 카우츠키의 독일 독립사회민주당은 독일 사회민주당과의 협상에만 집중하는 등 타협적인 면모를 보였으며 끝내는 재통합을 하게 되었으며 룩셈부르크는 이러한 머뭇거림에 대해 신랄하게 비판하였으며 결국 이러한 머뭇거림으로 인해 혁명을 실패했으며 로자 룩셈부르크, 카를 리프크히네트 등 당시 혁명을 이끌었던 스파르타쿠스단원들은 이후 혁명이 독일 사회민주당 정부가 파견보낸 공화군대와 사회민주당 우파와 자유주의자들이 조직한 구사대인 자유군단의 손에 의해 살해당한다. 한편 카우츠키에서 벗어나 독자적으로 제국주의이론을 발전시켜 나가며 제국주의론을 통해 독자적인 제국주의론을 완성시킨 레닌과 볼셰비키는 스파르타쿠스단 봉기를 적극적으로 지원했었으며 이후 제3인터내셔널의 회원이자 마르크스-레닌주의 정당으로서 카우츠키에 비판적인 독일 공산당은 당시 우경화로 인한 반공주의적 노선에 의거하여 지배계층과 긴밀히 협력했던 독일 사회민주당에 대해서 "사회파시즘"이라고 비판하였지만 다른 한편으로는 나치에 맞서서 사회민주당에게 통일전선을 제안하였으나 결국에는 무산되었다.